# 興寧軍節度使
興寧軍節度使，五代十国南汉的节度使，治所在齐昌府（今广东省兴宁市）。
南汉乾和十五年（957年）后，在齐昌府设立興寧軍節度使，齐昌府下辖兴宁县。在广州出土的墓砖有興寧軍節度使的记录。大寶十四年（971年），宋灭南汉。北宋废除興寧軍節度使，齐昌府改属清海军节度使。
另，宋神宗时在宁州设立军号興寧軍節度使。